# Šiljasta lignja
Šiljasta lignja (lat. Alloteuthis subulata) druga je vrsta karakteristična po izgledu od dvije vrste roda alleoteuthis iz obitelji loligindae koje su brojne u Jadranu i često se nađu u koćarskim prilovima.

## Opis i rasprostranjenost
Ova lignja karakteristična je po svom šiljku koji se nalazi na kraju trupa i produžuje joj cijeli plašt. Također je sitnog rasta do 15 cm. Najčešće se nalazi na muljevitim područjima dubljeg mora od 100 metara pa dalje, a u rijetkim situacijama zna se naći i u najplićem dijelu pogotovo u sjevernom Jadranu.

## Vanjske poveznice
- Riblje oko  Arhivirana inačica izvorne stranice od 8. veljače 2010. (Wayback Machine)